# I. Máté havasalföldi fejedelem
I. Máté havasalföldi fejedelem, ismertebb nevén Matei Basarab, néha Matei Brâncoveanu néven is említik (Brâncoveni, 1580. – Târgoviște, 1654. április 9.) Havasalföld uralkodója 1632 és 1654 között. Uralkodása alatt többször konfliktusba került Vasile Lupu moldvai fejedelemmel. Számos egyházi intézményt alapított és újíttatott fel. Uralkodásának végét a központi hatalom meggyengülése jellemezte a zsoldosokkal szemben, ami utóbb Constantin Şerban idején a zsoldosok lázadásához vezetett.

## Élete

### Származása és családja
Caracali származású, Vâslan nevű nagyapja révén a nagy hatalommal rendelkező Craiovescu bojárcsaládból származott. Ezért vette fel trónra lépése után a Basarab nevet, mivel Neagoe Basarab utódjának tekintette magát. (Lucian Boia történész szerint azonban „ha egy havasalföldi uralkodó Basarabnak nevezteti magát, valószínűbb, hogy nem az, és pontosan ezért nevezteti magát Neagoe Basarabnak vagy Matei Basarabnak.”) Apja, Brâncoveni-i Danciul a fejedelmi udvartartás vezetője, főudvarnok (vornic) volt Süket István (1591–1592) és Alexandru cel Rău (1592–1593) uralkodása alatt, majd Vitéz Mihály seregében szolgált, és a sellenberki csatában esett el. Anyja, Stanca úrnő, szintén Brâncoveni-ből származott.
Matei Basarab kapitány volt Vitéz Mihály seregében, és a craiovai szabadosok és céhek osztagait vezette.
Felesége Elina Năsturel Herescu volt, Radu Năsturelnek, a fejedelmi kancellária vezetőjének (logofăt) negyedik lánya.

### Uralkodásának kezdete
Már 1630-ban, Leon Tomșa idején megpróbált trónra jutni I. Rákóczi György segítségével. Az országban a nyugtalanság tovább nőtt a következő uralkodó, Radu Iliaș (1632) idején, mígnem a török porta, figyelembe véve a Máté által adott ajándékokat is, őt emelte trónra a görög intrikák ellenére. Az Oszmán Birodalommal fenntartotta a békét, ugyanakkor barátsági és szövetségi szerződést kötött I. Rákóczi Györggyel (1635), a Német-római Birodalommal (1636), Lengyelországgal (1637) és Velencével (1639).

### Kapcsolata Vasile Lupuval

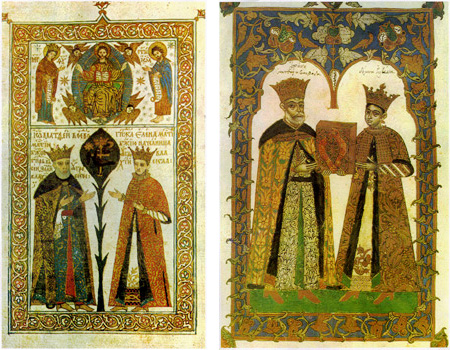
Matei Basarab fiával (balra) és feleségével (jobbra)

Vasile Lupu moldvai fejedelem többször is megpróbálta trónjától megfosztani a havasalföldi uralkodót intrikák, a török portánál való feljelentések és katonai támadások révén. Néhány magas rangú török tisztségviselő megvesztegetésével sikerült is elérnie, hogy a török szultán letegye Mátét a trónról. Válaszképpen Máté a maga oldalára állítva a török méltóságokat, elérte, hogy a moldvai uralkodót támogató udvari főembereket kivégezzék, másrészt sikerült kivédenie Vasile Lupu támadásait Foksánynál (1637. november) és a Prahova-menti Ojogeni-nél (1639. december).
Miután Lupu elvesztette a fiát, akinek a moldvai trónt szánta, magának pedig a havasalföldit, Varlaam mitropolita közvetítésével 1644-ben kibékült Mátéval. A béke jeléül mindkét uralkodó egy-egy kolostort építtetett a másik országában (târgoviște-i Stela és putnai Soveja kolostor). A béke azonban csak rövid ideig tartott. 1650-ben Vasile Lupu újra konfliktusba került Mátéval, és amikor ez 1652-ben megbetegedett, megszállással fenyegette meg. Máté azonban II. Rákóczi György segítségével 1653 áprilisában letaszította a trónról Vasile Luput, és György István trónkövetelőnek juttatta a hatalmat. Lupu és veje, Timus Hmelnickij (Bohdan Hmelnickij fia) elkergették György Istvánt, és Máté ellen indultak. 1653. májusban Fintánál, a Ialomița mellett Vasile Lupu vereséget szenvedett, és uralkodásának vége szakadt.
Matei Basarab alakja és Vasile Lupuval való konfliktusa megjelenik Kemény Zsigmond Özvegy és leánya című regényében.

### Uralkodásának vége
Matei Basarab nem sokáig örvendhetett a győzelemnek. Az öregség, a fintai csatában szerzett sebesülés, a zsoldosok lázadása egyaránt hozzájárultak halálához. (Georg Krauss krónikája szerint az uralkodó térdsebét kezelő lengyel borbély, akit a Lupu-párti főurak lefizettek, megpróbálta megmérgezni betegét, de az összeesküvést leleplezték.) Târgovișteban temették el, ahonnan 1658-ban átvitték az általa alapított Arnota hegyi kolostorba. Sírkövét Constantin Şerban fejedelem megbízásából Elias Nicolai faragta.

## Havasalföld Matei Basarab idején

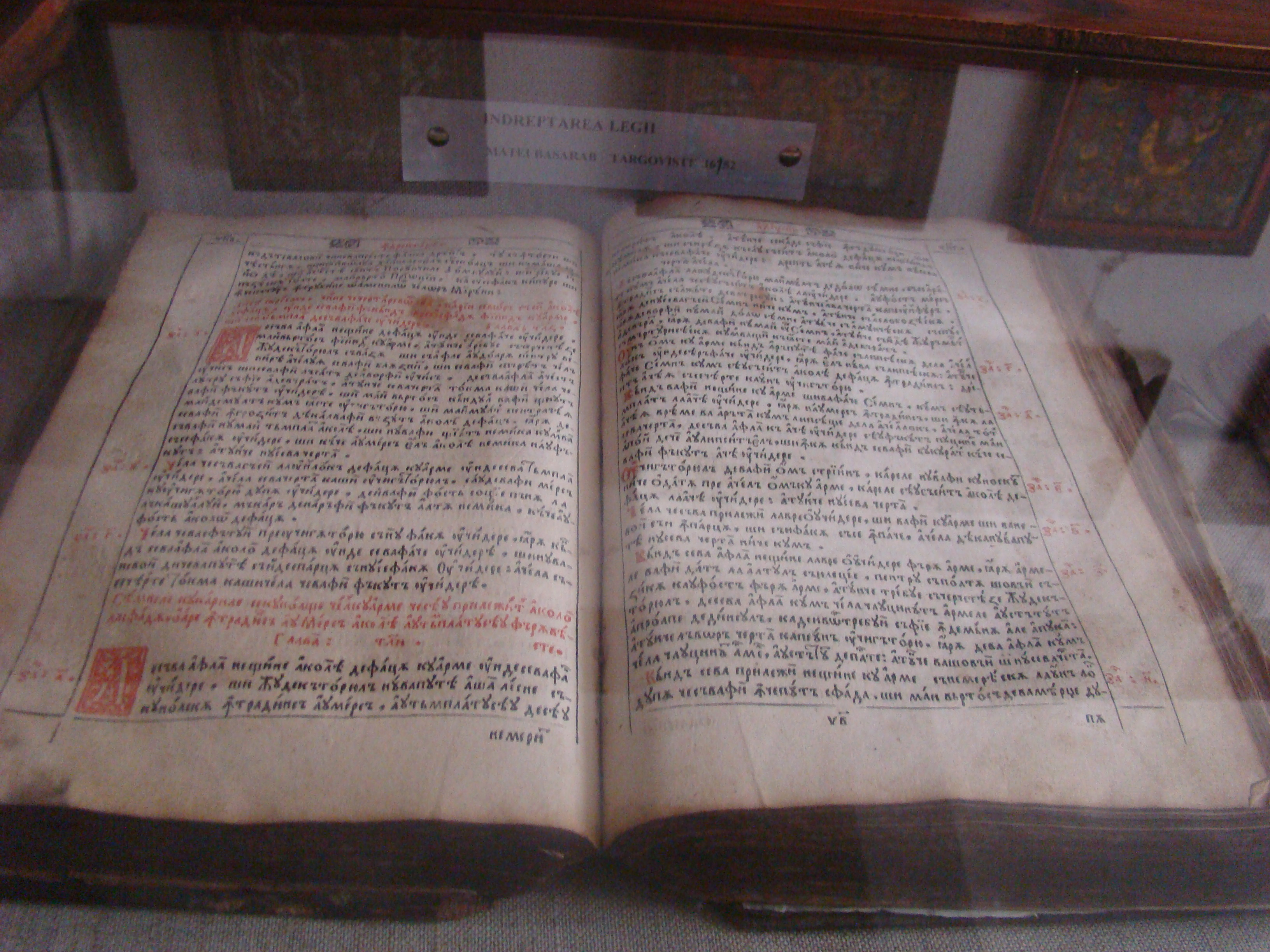
Az Îndreptarea legii című gyűjtemény

Matei Basarab uralkodását a kulturális virágzás jellemezte, és egy művészeti iskola kialakulása, amely megágyazott a Brâncoveanu-stílusnak. Az uralkodó támogatta a kultúrát és az ortodox egyházat, kiállva az ortodox hagyományok megőrzése mellett. 46 templomot emeltetett, és számos templomot felújíttatott az országban, az Athosz-hegyen és a Dunától délre, Vidinben és Szvistovban. Az egyház számos birtokadományban és adókedvezményben részesült. 1645-ben Matei Basarab állta az Athosz-hegy teljes adóját. 
Matei Basarab fontos szerepet játszott abban, hogy az egyházi ószláv nyelvet a román nyelv váltotta fel a hivatali, egyházi és mindennapi életben. Az 1646-ban általa alapított tîrgoviştei görög és latin iskolában latinul is tanultak a diákok. A könyvkiadás és az udvartartás igényeinek kielégítésére 1632 és 1643 között papírmalmot létesített egyesek szerint Câmpulung vagy Târgovişte, mások szerint pedig Călimăneşti közelében, és uralkodása alatt virágzásnak indult a nyomdászat. Nevéhez fűződik az első írott törvénykönyv (Pravila mică, 1640), valamint az Îndreptarea legii című jogszabály-gyűjtemény (1652). 
Kiemelt figyelmet szentelt a hadsereg megszervezésének, amelynek létszáma elérte a 40 000 főt. Több új erődítmény építését rendelte el, és három háborút nyert Vasile Lupu ellen. Kezdeményezője és főparancsnoka volt Havasalföld, Lengyelország és Oroszország törökellenes ligájának (1632–1654), amely azonban a koordináció hiánya miatt nem járt sikerrel.

## Fordítás
Ez a szócikk részben vagy egészben  a   Matei Basarab című román Wikipédia-szócikk ezen változatának fordításán alapul.  Az eredeti cikk szerkesztőit annak laptörténete sorolja fel. Ez a jelzés csupán a megfogalmazás eredetét és a szerzői jogokat jelzi, nem szolgál a cikkben szereplő információk forrásmegjelöléseként.